# Погружённые макрофиты

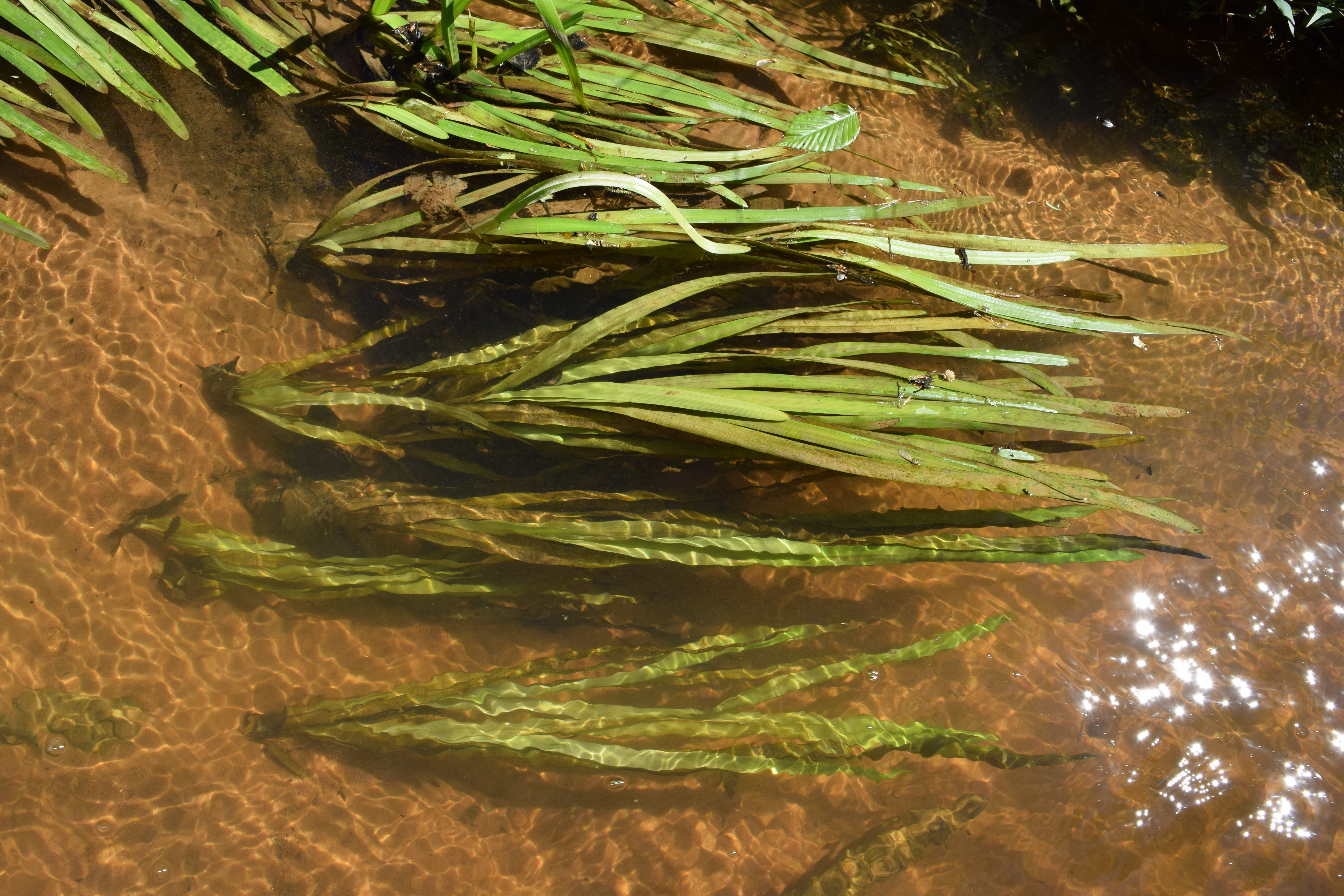
Валлиснерия американская

Погружённые макрофиты — макрофиты, все части которых находятся под водой. Большинство погружённых макрофитов относится к прикреплённым, их корневая система (у высших сосудистых растений) или ризоиды (у водных мхов и водорослей) прикрепляют их ко дну водоёма — камням или донным осадкам.

## Примеры
К пресноводным погружённым макрофитам относятся, например, Элодея канадская (Elodea canadensis), Валлиснерия американская (Vallisneria americana).
Ещё один пример погружённых макрофитов — представители рода Посидония (Posidonia), единственного рода семейства Посидониевые (Posidoniaceae). Посидония — одно из немногих подводных цветковых растений, один из представителей так называемых «морских трав» (этим названием обозначают также виды родов Взморник (Zostera) и Руппия (Ruppia)). Посидония встречается на глубинах до 30—50 м.